# Cybulscy herbu Prawdzic

herb Prawdzic

Cybulscy – polski ród szlachecki pieczętujący się herbem Prawdzic, który wziął swoje nazwisko od Cybulina w Ziemi wyszogrodzkiej (obecnie w Powiecie płockim Województwa mazowieckiego), znany od XV wieku.
Dom silnie rozrodzony, w związku z czym jego poszczególne gałęzie zapuściły korzenie w innych dzielnicach Rzeczypospolitej, w tym jedna przeniosła się do Wielkiego Księstwa Litewskiego. Mimo dużego rozrodzenia przedstawiciele tego rodu pełnili liczne urzędy ziemskie i brali aktywny udział w życiu politycznym kraju. Maciej Cybulski (zm. 1593), pełniąc od 1578 roku urząd kasztelana wyszogrodzkiego, dostąpił nawet godności senatorskiej. Bartłomiej i Tomasz Cybulscy z Ziemią warszawską, Krzysztof Cybulski z Województwem sandomierskim a Stanisław Cybulski z Ziemią rawską podpisali elekcję 1669 roku, tj. wybór Michała Korybuta Wiśniowieckiego na króla Polski. Andrzej Cybulski z Ziemią gostyńską podpisał elekcję 1674 roku, tj. wybór Jana III Sobieskiego na króla Polski. Z kolei Bartłomiej i Tomasz Cybulscy z Ziemią warszawską a Jan Cybulski z Województwem sandomierskim podpisali elekcję 1697 roku, tj. wybór Augusta II Mocnego na króla Polski.
Po rozbiorach Rzeczypospolitej Cybulscy wylegitymowali się ze staropolskiego szlachectwa zarówno w Królestwie Polskim, guberniach wileńskiej i kowieńskiej zaboru rosyjskiego jak również w Galicji. Jednak trudność w odtworzeniu genealogii tego rodu wynika m.in. stąd, że oprócz powyższych Cybulskich był także ród Cybulskich pieczętujących się herbem Łada, który wziął swoje nazwisko od Cybulic w Ziemi sochaczewskiej (obecnie w Powiecie nowodworskim Województwa mazowieckiego). Adam Boniecki w swoim wiekopomnym herbarzu pomieścił przedstawicieli obu tych rodów w jednym, wspólnym haśle.